# ViolaWWW
ViolaWWW foi um dos primeiros navegadores web baseados em gráficos. Foi o primeiro a ser popular para a World Wide Web (WWW) e a ter objetos com script, folhas de estilo e tabelas. Foi lançado pela primeira vez em 9 de março de 1992 para o Unix e era o navegador recomendado na CERN, onde o WWW foi inventado, mas acabou perdendo sua posição como navegador mais frequentemente usado para o Mosaic, que mais tarde se tornaria a primeira referência tecnologia clássica da World Wide Web.
Criado por Pei-Yuan Wei, estudante da Universidade da Califórnia em Berkeley. Sua forma final avança no caminho marcado pelo sistema de hipertexto pioneiro, o HyperCard.
O resultado final foi semelhante ao do primeiro navegador Mosaic mais tarde, e embora apenas suportados gráficos bitmap em preto e branco e sua funcionalidade é restrita a ambientes X Window, surpreendentemente apontou e muito mais longe do que o seu sucessor em muitos outros aspectos, que iria ser confirmada mais pós revolucionária, como a inclusão de uma scripts como o Javascript, um modelo de objetos semelhantes ao Modelo de Objeto de Documentos, em Cascading Style Sheets semelhantes a CSS, um Client Side Includes (atualmente não está presente em qualquer navegador, economizando as distâncias com a tecnologia de quadros, de objetos HTML e entidades externas XML) e applets.
De fato, Pei-Yuan Wei concentra grande parte do interesse evolutivo da ViolaWWW em produzir um suporte revolucionário para o controle de aplicativos externos a partir do navegador. É bem-sucedido e em maio de 1993, faz uma demonstração para a Sun Microsystems antes do projeto Oak. Esta é considerada a referência histórica inicial na abordagem da Microsoft no caso Eolas.